# Strmec nad Dobrno
Strmec nad Dobrno je naselje v Občini Dobrna.

## Prebivalstvo
Etnična sestava 1991:
- Slovenci: 113 (100 %)